# Born This Way (песен)
„Born This Way“ (от английски: „Родена по този начин“) е песен на американската певица Лейди Гага, пилотен сингъл от втория ѝ студиен албум със същото име. Песента е създадена по време на The Monster Ball Tour, като текстът е дело на Гага и Джепе Лорсън, които са и продуценти, заедно с Фернандо Гарибей и DJ White Shadow. Вдъхновена от музиката на 90-те, която възпява жените и гей обществото, Гага определя „Born This Way“ като нейната „песен на свободата“. Тя изпълнява част от припева на наградите на MTV през 2010 г., където обявява, че песента ще е пилотен сингъл от следващия ѝ албум.
Текстът изразява подкрепа към малцинства като ЛГБТ общността и някои расови групи. Критиците одобряват песента и я наричат „готов дискотечен химн“, въпреки множество сравнения с „Express Yourself“ (1989) на Мадона. „Born This Way“ достига челната позиция в над 25 държави и е третият №1 сингъл на Лейди Гага в класацията Billboard Hot 100, както и хилядната песен начело на чарта от неговото създаване през 1958 г. Песента продава над 8,2 млн. копия в световен мащаб, с което се превръща в един от най-продаваните сингли на всички времена.
Музикалното видео е режисирано от Ник Найт и е вдъхновено от сюрреалистични художници като Салвадор Дали и Френсис Бейкън. По време на пролога става ясно, че Лейди Гага слага началото на нова раса, като в края на видеото е изобразен град, населен от нейните представители. Критиците забелязват влияния от творчеството на Мадона, Майкъл Джаксън, Бьорк, Александър Маккуин, както и гръцката митология и жанра сюрреализъм.
Лейди Гага за пръв път изпълнява песента на живо на наградите „Грами“ през 2011 г., където се появява в съд за инкубация. Веднага след премиерата си сингълът намира място и в световната обиколка на певицата – The Monster Ball Tour. Гага изпълнява „Born This Way“ по време на свои телевизионни изяви, концертни турнета и дори на шоуто на полувремето на Супербоул през 2017 г. Издадени са редица ремикс версии, сред които кънтри римейк и Боливуд преработка, дело на индийските продуценти Салим-Сюлейман. Алис Купър, Мадона, Кейти Пери и актьорският състав на сериала „Клуб Веселие“ представят песента в свое изпълнение.

## Предистория
Лейди Гага започва да работи по втория си студиен албум, „Born This Way“ (2011), докато обикаля света с The Monster Ball Tour през 2010 г. Именно едноименната песен е първата записана за албума. Певицата пише текста ѝ в Ливърпул и Манчестър и я описва като песен с „вълшебно послание“. Работният процес по стиховете трае 10 минути и Лейди Гага го оприличава на непорочното зачатие. Продуцентът DJ White Shadow споделя, че идеята е изцяло на Гага: „Записахме песента, пътувайки по света – в което студио беше на разположение“. За вдъхновението си певицата казва:
Исках да напиша свой химн, който да заяви позицията ми, но без да е изпълнен с метафори и поетическо майсторство. Исках да бъде като атака, като покушение по тази тема, защото смятам, че особено в днешно време всичко се разводнява и понякога посланието се губи в играта на думи. Не е важна музиката, нито продуцирането. Важна е песента. Всеки може да изпее „Born This Way“.

За посланието в „Born This Way“ тя добавя:
Връзката между „Born This Way“ и душата на песента се съдържа в идеята, че не е задължително да си се родил в рамките на един момент. Имаш целия си живот на разположение, за да се раждаш и да се превърнеш в своя потенциален финален образ, който намираш за подходящ за себе си. Това какъв си излязъл от утробата на майка си не е задължително да бъде това, което ще останеш. „Born This Way“ казва, че раждането ти не е ограничен процес, то е безгранично.

## Обложка и издаване
На 8 февруари 2011 г. Лейди Гага споделя официалната обложка на сингъла в Twitter, придружена от описанието „Trois Jours“ (от френски: „три дни“). Черно-бялата снимка, на която Гага позира без горнище, демонстрира татуировките на гърба ѝ. Косата ѝ се вее, а гримът ѝ е тежък с остри върхове, подаващи се от бузите, челото и раменете ѝ. Танър Странски от Entertainment Weekly оценява положително обложката и споделя, че визията на певицата е донякъде животинска, а развятата ѝ коса напомня за създание от африканската джунгла.
Докато приема наградата за „Видео на годината“ за „Bad Romance“ на наградите на MTV през 2010 г., Гага изпява няколко стиха от припева на песента. Като символичен коледен подарък навръх Нова година, певицата обявява датата на издаване на сингъла. Премиерата първоначално е насрочена за 13 февруари 2011 г. В края на януари 2011 г. Лейди Гага публикува текста на песента и разкрива, че ще я представи на аудиторията два дни по-рано. „Born This Way“ звучи по радиото в 6 сутринта на 11 февруари 2011 г. и е пусната в продажба три часа по-късно.

## Музикално видео
Видеото е представено на 28 февруари 2011 г. и към февруари 2021 г. има над 276,1 млн. гледания в официалния YouTube канал на Лейди Гага.

### Разработка
Клипът, режисиран от Ник Найт, е заснет между 22 и 24 януари 2011 г. в Ню Йорк. Екипът на Лейди Гага го описва като „проницателен, вдъхновяващ и невероятно красив“. Хореограф на проекта е Лориан Гибсън, която казва, че видеото е „шокиращо“, а продукцията е на най-високо ниво. Гага прекарва първата седмица на февруари, като през нощта работи по редакцията на клипа в хотел в Ню Йорк, а през деня репетира за предстоящото си изпълнение на наградите „Грами“. Медиите разпространяват слух, че е възможно мъжкото алтер его на певицата, Джо Калдерон, да се появи във видеото, но това се оказва невярна информация. Продуцентът Фернандо Гарибей споделя, че проектът е „от културно значение“ и се надява, че би помогнал на хора, които са аутсайдери или жертви на тормоз. За вдъхновението на Лейди Гага Гибсън разкрива:
Когато чух песента, ми трябваше време, за да намеря с каква визуална интерпретация бих я свързала. Така се събудих една нощ и си казах „Това е! Трябва да изродим нова раса“. Още от началото Гага искаше Ник Найт да работи по видеото. Тя винаги работи по нещо визуално в главата си, а Ник е богат на идеи и е истински гений. Ставаше въпрос за надскачане на границите на това как трябва да изглежда едно музикално видео. Времето е различно, ерата е друга – няма граници. Посланието е всеобхватно. Смятам, че има за всеки по нещо в клипа и именно това е специално, именно това е специфично за посланието.
Според Гибсън, за да може Лейди Гага да танцува по-добре във видеото, тя трябва да се чувства уверена. Певицата избира Ню Йорк като локация, тъй като това е родният ѝ град. Снимачният процес се осъществява в Бруклин в рамките на два дни. Гага не иска аудиторията да вижда снимки от снимачната площадка преди премиерата на проекта и екипът ѝ пази мястото на снимките в тайна. Планът им то да остане мистерия е успешен, като изключим, че папараци започват да надушват какво се случва през последния снимачен ден.
Във видеото участва татуирания модел Рик „Рико“ Дженест, по-известен с псевдонима Зомби Бой. В една от сцените Гага носи грим, наподобяващ татуировките на Дженест. За нея това е начин да заяви, че няма да позволи на обществото да определя усета ѝ за красота. „Аз казвам какво е красиво, според мен. В тази сцена аз и Рико определяме себе си по артистичен начин, а не разчитаме на обществото да го направи вместо нас“, добавя тя.

### Сюжет
Видеото започва с кадър на силует на еднорог в розова триъгълна рамка. Следва сцена, в която Лейди Гага се появява с две лица, гледащи на противоположни посоки, което е препратка към Янус, римския бог на преобразяването и началото. Гага е разположена върху стъклен трон, заобиколена от изпълнения със звезди космос. Докато на фон звучи прелюдията на филма „Световъртеж“ (1958), певицата разказва историята за създаването на извънземна раса, за която „не съществуват предразсъдъци, а само безгранична свобода“. Седейки в трона, Гага изражда „нова раса сред човешката“. Става ясно, че след това раждане се е състояло и раждането на злото, което я разделя на две – добро и зло. Новата ѝ същност ражда автомат и стреля с него. Прологът завършва с въпроса „Как бих могла да запазя нещо толкова съвършено без малко зло?“.
Песента започва, когато Лейди Гага се появява в привидно безкрайно тъмно пространство, сред хора, които са подредени, застанали на колене на пода. Протези имитират стърчащи кости на лицето и раменете на певицата. По време на втория куплет Гага и Рик Дженест са облечени в официални костюми, като нейното лице е изрисувано, за да прилича на неговите татуировки. Певицата го обикаля и танцува покрай него, докато той стои неподвижно с безизразна физиономия, втренчен в камерата. В началото на втория припев е представена сцена, в която Лейди Гага е в огледална стая, а главата ѝ е на стъклен рафт сред странно изкривени манекени. Следват още кадри, в които изражда представители на новата раса върху своя трон. След сцена с хореография Гага и танцьорите ѝ се събират в кръг и се прегръщат.
Към края на клипа е показан силуетът на певицата, която танцува по тъмна алея. Сцената е вдъхновена от Майкъл Джаксън и видеото му към „The Way You Make Me Feel“. Близък кадър на Гага, проронваща сълза, е последван от силуета ѝ върху еднорог. Градски пейзаж и дъга се повяват за фон, след което тя, в своята зомби визия, прави балонче от дъвка.

## Екип
- Лейди Гага – водещи вокали, беквокали, текстописец, продуцент, клавишни, инструментал, аранжимент
- Джепе Лорсън – текстописец, продуцент
- Фернандо Гарибей – продуцент, програмиране, клавишни, инструментал, аранжимент
- DJ White Shadow – продуцент, програмиране
- Дейвид Ръсел – звукозапис и аудио миксиране
- Джин Грималди – аудио мастеринг
- Тамар Бракстън – беквокали
- Пит Хъчингс – асистент
- Кента Йонесака – асистент
- Кевин Портър – асистент
- Ал Карисън – асистент